# Rajd Tysiąca Jezior 1959
Rajd 1000 Jezior 1959 (9. Jyväskylän Suurajot - Rally of the 1000 Lakes) – 9. edycja rajdu samochodowego Rajdu 1000 Jezior rozgrywanego w Finlandii. Rozgrywany był od 14 do 16 sierpnia 1959 roku. Była to ósma runda Rajdowych Mistrzostw Europy w roku 1959.

## Klasyfikacja rajdu
| Miejsce                      | Kierowca                     | Pilot                        | Samochód                      | Czas                         | Strata                       |                              |
| Klasyfikacja generalna i ERC | Klasyfikacja generalna i ERC | Klasyfikacja generalna i ERC | Klasyfikacja generalna i ERC  | Klasyfikacja generalna i ERC | Klasyfikacja generalna i ERC | Klasyfikacja generalna i ERC |
| ---------------------------- | ---------------------------- | ---------------------------- | ----------------------------- | ---------------------------- | ---------------------------- | ---------------------------- |
| 1.                           | Gunnar Callbo                | Väinö Nurmimaa               | Volvo 544                     | 1:27:25                      | 0.0                          |                              |
| 2.                           | Hans Ingier                  | Thorbjørn Berntsen           | Volvo 544                     | 1:28:07                      | +42                          |                              |
| 3.                           | Harry Bengtsson              | Åke Righard                  | Volkswagen Käfer Typ 122 1200 | 1:28:17                      | +52                          |                              |
| 4.                           | Erik Carlsson                | Pavoni Mario                 | Saab 750 GT                   | 1:28:46                      | +1:20                        |                              |
| 5.                           | Esko Keinänen                | Kaj Nuortila                 | Peugeot 403                   | 1:29:21                      | +1:55                        |                              |
| 6.                           | Matti Salminen               | Yrjö Salminen                | Peugeot 403                   | 1:29:21                      | +1:55                        |                              |
| 7.                           | Carl-Magnus Skogh            | Åke Kristiansen              | Saab 93 B                     | 1:29:30                      | +2:05                        |                              |
| 8.                           | Gunnar Carlsson              | Rune Stoltz                  | Volvo 544                     | 1:29:37                      | +2:11                        |                              |
| 9.                           | Pauli Toivonen               | Heikki Ketola                | Simca Aronde Montlhéry        | 1:30:07                      | +2:42                        |                              |
| 10.                          | Arne Wernersson              | Åke Gustavsson               | Saab 93 B                     | 1:30:15                      | +2:50                        |                              |